# Refuge Vizziluca
Il refuge Vizziluca è un rifugio alpino che si trova nel comune di Palneca a 1.480 m d'altezza si piedi della Punta del Fajo Tondo. Il rifugio ha 15 posti letto.